# Setsuna Meiō
Czarodziejka z Plutona (jap. セーラープルート Sērā Purūto; Sailor Pluto) – fikcyjna postać z serii mang i anime Sailor Moon autorstwa Naoko Takeuchi. Jej imię to Setsuna Meiō (jap. 冥王 せつな Meiō Setsuna), można tłumaczyć także jako "Mroczny Król Momentu". Czarodziejka z Plutona jest jedną z czterech Czarodziejek Zewnętrznego Układu Słonecznego.

## Opis postaci
| Pierwsze wystąpienie |        |             |
| Forma                | Manga  | Anime       |
| Setsuna Meiō         | Akt 27 | Odcinek 110 |
| Sailor Pluto         | Akt 18 | Odcinek 75  |
| Super Sailor Pluto   | Akt 39 | Odcinek 167 |
| Księżniczka Pluton   | Akt 41 | —           |
| Eternal Sailor Pluto | Akt 42 | —           |
| Evil Sailor Pluto    | Akt 50 | —           |

Czarodziejka z Plutona po raz pierwszy pojawia się w anime w serii Sailor Moon R. Jej zadaniem jest strzeżenie bram czasu – jest Strażniczką Wrót Czasoprzestrzeni i samotnie spędza czas w korytarzu między wymiarami, pilnując, by nikt niepowołany nie przekroczył bram Królestwa. Posiada moc przewidywania przyszłości, jednak zazwyczaj nie wolno jej pod żadnym pozorem zdradzić tajemnic, które są jej objawiane przez czas. Wyjątek stanowiła jedynie sprawa Sailor Saturn, o której opowiada pozostałym wojowniczkom. Po raz pierwszy kontaktuje się z Chibiusą za pomocą Luny-P. Chibiusa zwykle nazywa Sailor Pluto "Puu" (pisane także jako "Plu"), z kolei Sailor Pluto nazywa ją Małą Damą. W Kryształowym Tokio Setsuna pełniła także rolę jej opiekunki.
Po wydarzeniach zawartych w drugiej części mangi, Setsuna opuszcza bramy czasu, aby tymczasowo żyć jako człowiek i dołącza do reszty Outer Senshi. Jest studentką fizyki, biologii i medycyny; pracuje jako szkolna pielęgniarka. Wydarzenia, które do tego doprowadzają różnią się: w mandze jest reinkarnowana przez Neo-Queen Serenity w teraźniejszym Tokio po tym, jak poświęca się w drugiej części mangi, natomiast w anime Neo-Queen Serenity pozwala jej odejść na Ziemię. Setsuna jest najstarszą z Czarodziejek. Jej osobowość została opisana jako odległa i nieco samotna, jednak okazuje ciepłe uczucia i przywiązanie względem Chibiusy. W serii piątej opiekuje się Hotaru wraz z Michiru i Haruką.
W przeciwieństwie do innych Senshi jest wątpliwe, czy jest ona w pełni człowiekiem; Setsuna została opisana jako "bogini, wiecznie strzegąca Wrót Czasoprzestrzeni". Urodziła się pod znakiem Skorpiona, co jest ekwiwalentem dla Plutona.

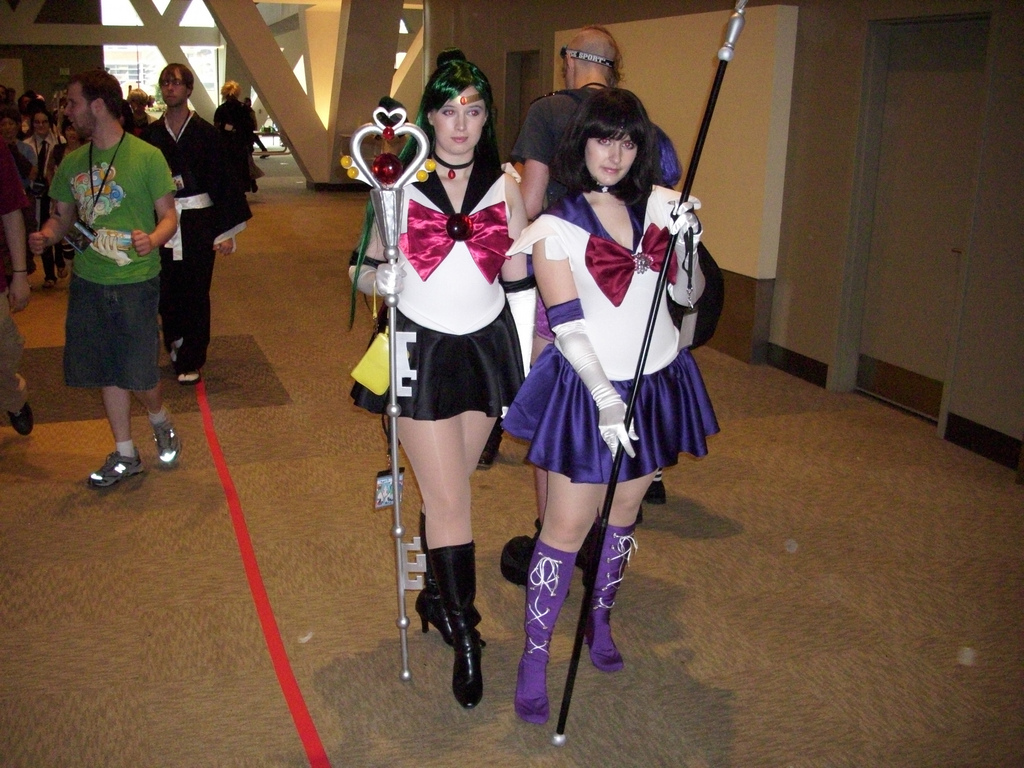
Miłośnicy serii przebrani za Sailor Pluto (z lewej) i Sailor Saturn (z prawej).

Sailor Pluto pojawia się tylko kilku odcinkach anime. W przeciwieństwie do Sailor Neptune i Sailor Uranus jest przychylna pozostałym Czarodziejkom i pomaga im przy różnych okazjach. Podczas drugiej serii pozwala im podróżować w czasie, nawet jeśli nie jest to dozwolone. W trzeciej serii często służy radą i pomaga innym Czarodziejkom, nawet jeśli Sailor Uranus i Sailor Neptune wolą działać w oddzielnych grupach. Później Setsuna dołącza do wojowniczek Senshi, aby pomóc w odkryciu prawdziwej tożsamości ChibiChibi. W mandze jest ona inspiracją dla Ami, a jej przyjaźń z Ami daje Sailor Mercury dodatkową moc.
Czarodziejka z Plutona jest o wiele bardziej mroczna, w mandze identyfikowana jest jako "Strażniczka Świata Podziemnego" o bardzo ciemnej skórze i czarnym stroju czarodziejki. Jest ona również określona jako córka Chronosa, boga czasu. Jest bezwzględną wojowniczką, która wykonuje raczej rygorystyczne prawa eliminując wszelkich intruzów, którzy ośmielają naruszać podziemia w poszukiwaniu Wrót Czasoprzestrzeni. Prawie zabiła Sailor Moon, zanim zorientowała się kim ona jest, stwierdzając że "wszyscy, którzy łamią tabu muszą być wyeliminowani". Luna wyjawia również innym, iż nikt nawet nie wiedział, że Sailor Pluto istnieje, ze względu na jej opanowanie i charakter, i że nikt nigdy jej nie widział. Luna nazywa ją "samotną wojowniczką".

### Sailor Pluto
Setsuna potrafi zmienić się w Sailor Pluto. Nosi strój w kolorach czarnym i almandynu. Jej osobowość nie różni się od tej sprzed transformacji, chociaż posiada pewne specjalne umiejętności. Jej wygląd (w tym wysokość i fryzura) zmienia się nieco w ciągu całej serii, ze względu na podróże w czasie. W języku japońskim Pluton nosi nazwę Meiōsei (jap. 冥王星): pierwsze dwa znaki kanji znaczą "król mroku", a drugie wskazuje na obiekt astronomiczny. Również według greckiej mitologii Pluton był uosabiany z Hadesem, bogiem podziemia.
Czarodziejka z Plutona posiada władzę nad czasem i przestrzenią, zazwyczaj stacjonuje przy Wrotach Czasoprzestrzeni, aby zapobiec ich użyciu. Musi przestrzegać trzech "tabu" – zasad, których nie wolno jej złamać:
- nie wolno jej podróżować w czasie
- nie może porzucić swojego stanowiska przy Wrotach
- nigdy nie może spowodować, aby czas stanął. Jeśli zatrzyma ona czas – utraci swoje życie[8].

W trakcie serii Sailor Pluto łamie wszystkie trzy z tych reguł.
Z czasem staje się znacznie silniejsza. Pierwsza zmiana ma miejsce w 39 akcie mangi, kiedy zdobywa Pluto Crystal, jej strój staje się podobny do stroju Super Sailor Moon. Nie podano nazwy transformacji. Jej drugą i ostatnią przemianą w anime jest Super Sailor Pluto, natomiast ostatnią transformacją Setsuny w mandze jest Eternal Sailor Pluto, pojawia się ona tylko w mandze i jest najdoskonalszą postacią Senshi.

### Księżniczka Pluton

Symbol Plutona.

Księżniczka Pluton (jap. プリンセス・プルート Purinsesu Purūto; Princess Pluto) – w mandze Setsuna była Księżniczką na swojej rodzinnej planecie – Plutonie. Jej zadaniem było strzec Królestwa przed inwazją z zewnątrz. Jeszcze za czasów Srebrnego Millenium jako księżniczka mieszkała w zamku Charon Castle – zamku orbitującym wokół Plutona. Królowa Serenity dała go jej, kiedy Księżniczka się urodziła.

## Transformacje

### Anime
- Pluto Planet Power, Make Up! (jap. プルート・プラネット・パワー・メイク・アップ Purūto Puranetto Pawā Meiku Appu; Potęgo Plutona, Działaj!)[8]

### Manga
- Pluto Planet Power, Make Up! (jap. プルート・プラネット・パワー・メイク・アップ Purūto Puranetto Pawā Meiku Appu; Potęgo Plutona, Działaj!)
- Pluto Crystal Power, Make Up! (jap. プルート・クリスタル・パワー・メイク・アップ Purūto Kurisutaru Pawā Meiku Appu; Kryształowa Potęgo Plutona, Przemień Mnie!)[11]

## Ataki

### Anime
- Dead Scream! (jap. 破滅喘鳴／デッド・スクリーム Deddo Sukurīmu; Śmiertelny Krzyk!)[8]
- Time Stop! (jap. 時間よとまれ Jikan'yo Tomare; Zatrzymanie Czasu!)[13]

### Manga
- Dead Scream! (jap. 破滅喘鳴／デッド・スクリーム Deddo Sukurīmu; Śmiertelny Krzyk!)
- Chronos Typhoon! (jap. 時空嵐撃／クロノス・タイフーン Kuronosu Taifūn)[14]
- Garnet Ball! (jap. 時空球／ガーネット・ボール Gānetto Bōru)[15]
- Dark Dome Close! (jap. 冥空封印／ダーク・ドーム・クローズ  Dāku Dōmu Kurōzu; Zaklęcie Zamykające Wrota Czasu)[16]
- Time Stop! (jap. 時間よとまれ Jikan'yo Tomare; Zatrzymanie Czasu!)

## Przedmioty

### Transformacja
- Lip Rod (jap. リップ・ロッド Rippu Roddo) – różdżka z niebieskawym trzonkiem, zakończonym zdobieniem w kształcie serca. Na nim znajduje się fioletowy, kulisty kryształ z dwoma mniejszymi fioletowymi kuleczkami i złotą główką, w kształcie pięcioramiennej gwiazdy. Dzięki niej Setsuna zmienia się w Sailor Pluto.
- Pluto Crystal (jap. プルート・クリスタル Purūto Kurisutaru; Kryształ Plutona) – kryształ Senshi. Setsuna użyła go do transformacji w Eternal Sailor Pluto[11].

### Ataki
- Garnet Rod (jap. ガーネット・ロッド Gānetto Roddo; Klucz Czasoprzestrzeni) – przedmiot, który najbardziej rzuca się w oczy, jeżeli chodzi o broń tej Czarodziejki. Wyglądem przypomina on wielki, długi klucz, służący również jako laska, którego zwieńczeniem jest trzeci talizman — klejnot w kształcie serca z cennego kamienia, almandynu (ang garnet). Służy ona do otwierania wrót czasu, ale również za jej pomocą Czarodziejka wykonuje swój atak Death Scream, a czasem w razie potrzeby używa jej jako broni do walki wręcz[17].
- Garnet Orb (jap. ガーネット・オーブ Gānetto Ōbu)[18]

## Aktorki
W pierwszym anime głosu Setsunie użyczyła Chiyoko Kawashima, a w serialu Sailor Moon Crystal – Ai Maeda.
W musicalach Sailor Moon w jej rolę wcieliły się aktorki: Miwa Hosoki, Rei Saitō, Yuki Kamiya, Seiko Nakazawa, Teruyo Watanabe, Yūko Hosaka, Yukiko Nakae oraz Miho Yokoi.

## Odbiór
W oficjalnym sondażu popularności postaci z serii Sailor Moon, Sailor Pluto była piątą najbardziej popularną postacią z pięćdziesięciu pozycji.